# O Casamento da Condessa da Amieira
O Casamento da Condessa de Amieira é uma Peça de Teatro para a Televisão Portuguesa da RTP1 que estreou a 27 de Março de 2009.

## Teatro em Casa - RTP
O Casamento da Condessa de Amieira é uma peça que foi escrita por Júlio Dinis em 1856, agora adaptada para Televisão, gravada nos Estúdios Tobis no  Lumiar, Lisboa. Numa encenação de Joaquim Benite e no cenário de José Costa Reis, com realização de Fernando Ávila.

## Sinopse
"O Casamento da Condessa de Amieira" é a história de um jovem, que se apaixona por uma falsa condessa, uma actriz que interpreta o papel de uma condessa no teatro e que leva o personagem para fora dos palco. A partir daí acontecem um conjunto de mal entendidos.e assim casaram

## Elenco
- Vitor Norte
- Rita Loureiro
- Paulo Matos
- João Brás